# Terssac
Terssac település Franciaországban, Tarn megyében. Lakosainak száma 1200 fő (2022. január 1.). Terssac Albi, Castelnau-de-Lévis és Marssac-sur-Tarn községekkel határos.

## Népesség
A település népessége az elmúlt években az alábbi módon változott:
| Lakosok száma | 1082 | 1145 | 1205 | 1193 | 1221 | 1229 | 1220 | 1210 | 1200 |
|               | 2013 | 2015 | 2016 | 2017 | 2018 | 2019 | 2020 | 2021 | 2022 |